# Бички в томатному соусі

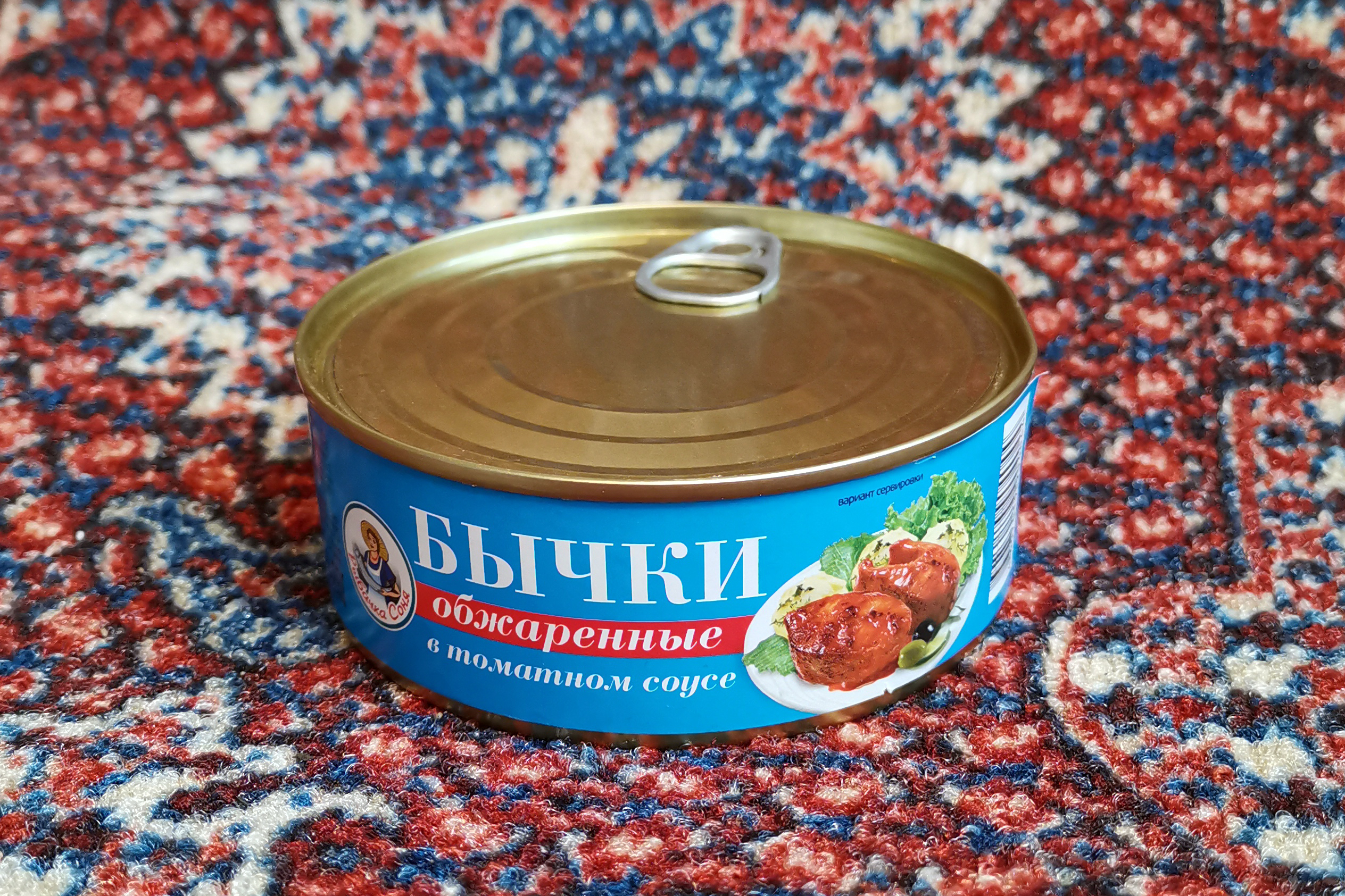
Бички в томатному соусі

Бички в томатному соусі, бички в томаті — один з наймасовіших видів закусочних рибних консервів в СРСР. Їх виготовляли на консервних заводах Азовського та Чорного морів як у бляшаних, так і у скляних банках ємністю від 235 мл до 515 мл.

## Опис
Зважаючи на дрібні розміри бичків, тонкість та слабкість луски та плавників їх при обробці не видаляють, і в обсмаженій рибці вони майже непомітні. Обсмажені бички укладали в консервні банки цілими тушками. Томатний соус повинен мати приємний солодкувато-кислуватий смак. До його складу крім томатної пасти входили рослинна олія, смажена цибуля, оцет, сіль, цукор, лавровий лист та інші прянощі. Частки риби та залитого томатного соусу в консервній банці однакові. Нормальна консистенція і хороший смак консервів обумовлені гарним поглинанням соусу м'ясом риби. Як і інші рибні консерви в томатному соусі, бички є напівфабрикатом для приготування перших і других страв: з них, наприклад, готують рибний суп або навіть борщ.
Гумористичний журнал «Перець» порівнює бички в томаті з «колгоспними телятами на помідорній плантації».